# Embalse de Hassan II
El embalse de Hassan II, también conocido como embalse de Sidi Said, se encuentra en el río Muluya, en la provincia de Midelt, región de La Oriental, en Marruecos, a unos 20 km al norte de la población de Midelt y a unos 90 km al sur de Azrú. 

## Características y objetivos
El rey Hassan II de Marruecos inauguró oficialmente este embalse situado en el río Muluya, cuyo costo global fue de 700 millones DH. Con una capacidad de 400 millones de m³, se espera que proporcione 100 millones de m³ por año para asegurar las necesidades de agua en la cuenca del río Muluya, donde se encuentra una extensión regable de 65.000 ha.
La presa, de hormigón, tiene 115 m de altura y es la más alta de estas características de Marruecos.  Entre sus objetivos se encuentra proteger el cauce medio del río Muluya y el embalse de Mohamed V, aguas abajo, así como proporcionar 7 millones de m³ de agua para el aprovisionamiento de las zonas de Midlet, Zaida, Missour y las zonas rurales cercanas.
La cuenca drena un área de 3.000 km² que sufre importantes fluctuaciones de caudal y cierta contaminación por actividades humanas. La vegetación, escasa, es esteparia, formada principalmente por esparto (Stipa tenacissima L.) y artemisia (Artemisia herba-alba.
La obra ha sido financiada por el Estado y por el fondo kuwaití para el desarrollo económico árabe.